# 真野響子
真野 響子（まや きょうこ、1952年〈昭和27年〉2月9日 - ）は、日本の女優。戸籍名：柴本 苑子（しばもと そのこ）、旧姓：真野（まの）。夫は柴俊夫、娘は柴本幸。実妹は眞野あずさ。身長164cm。東京都港区西麻布出身。

## 来歴・人物
清泉女学院中学校・高等学校、桐朋学園大学短期大学部演劇科卒業（1973年）。
父親の勤務先が日本航空だったこともあり、1959年から1961年までサンフランシスコで暮らし、中学時代の一時期は北海道で暮らした経験もある。
大学卒業に向けた進路選択では「一生続けられる仕事をしたい」との観点から、スチュワーデスの試験や、ドラマ出演オーディション、劇団民藝の入団オーディションなどを受け、スチュワーデスの内定が出ていたが、それに断りを入れ、1973年に劇団民藝に入団した。
舞台『血の婚礼』でデビュー。桐朋学園の卒業アルバムを繰っていた和田勉の目に留まり1973年、NHK『出会い』でテレビデビューした。なお、苗字の読みを「まや」とした芸名の名付け親は、このデビュー作でNHKディレクターだった和田である。1974年には劇団民藝の『桜の園』でアーニャ役の大役をこなす。東宝『忍ぶ糸』で映画スクリーンデビューを果たすと、その後も数々の作品に出演。
1976年、スコッチウイスキー「カティサーク」のカレンダー出演は、洋酒メーカーの女優起用第1号。「名前で呼んで」というセリフが評判を呼んだ。真野は「『カティサーク』は、女優としての一つのデモンストレーションです。それまでは、男みたいであるとか、さっぱりしているとか、そういう部分での役が多かったので、こういう部分もありますよ、というデモンストレーションになりましたね。私は"イロッぽさ"というよりは"大人の女"の雰囲気を出してみたかった。でもそれはまあまあ演じられたんじゃないかと思っています」などと述べた。真野自身はお酒を一滴も飲めないため、飲んでいたのはアプリコットジュースだったという。「カティサーク」のCM前後に出た味の素「ハイ・ミー」、マックスファクター「キャメイ石鹸」は、信頼するCMディレクター・大林宣彦が手掛けたもので、真野の起用は大林からの推薦。キャメイ石鹸は子どもの頃から使っていた製品だったという。
1977年8月22日、関西テレビに芸能記者を招き、柴俊夫と交際宣言を行った。互いの関係を隠したがる芸能界にあって前代未聞の会見だったが、当時はまだ写真週刊誌が創刊される前で、二人の写真を撮られたため、スキャンダルを恐れて山像信夫関西テレビプロデューサーから知恵を授かった上での先回りした会見だった。
新人時代から"ツッパリ女優"として知られ、1979年4月にロンドン旅行を終えて帰国した真野に成田空港で待ち構えた梨元勝がインタビューしたがこれを無視。これに触れ、『週刊文春』1979年5月17日号の富士真奈美のインタビューに答え「ああいう低俗で下品なことをされるのって大嫌いなのよね。インタビューや撮影はきちんと電話などで了解を取るべきじゃない?一度無視してみたいと思っていたのが叶えられて、すごく嬉しい」などと話した。同年のTBSドラマ『恋路海岸』では宣伝用のスチール写真に水着姿を要求されたが、誰がどう説得しても応じず。『日刊ゲンダイ』は1979年7月18日付で「さすが大女優候補!?」と報じた。このようにジャーナリズムから嫌われていた背景があり、1978年に三越が製作した映画『燃える秋』に主演したが、ベッドシーンで吹き替えを使ったため、「女優にあるまじき態度」と一斉に非難の声が上がった。
1979年末、柴俊夫と入籍し、子育ての時期は芸能活動をセーブしていた。
『SMAP×SMAP』（フジテレビ系）の「BISTRO SMAP」に1996年7月29日にゲストで出演した際、判定しなかったが（引き分け）、当コーナーで判定をしなかったゲストは真野、小川眞由美（1997年8月4日）、タモリ（BISTRO SMAP最後のゲスト、2016年12月19日）だけだった。
2001年6月、翌年に開幕を控えたFIFAワールドカップ日韓大会の日本組織委員会 (JAWOC) 理事に三田佳子の後任として選出される。その後2002年、神戸市立森林植物園の名誉園長にも就任。
角松敏生のアルバム『WEEKEND FLY TO THE SUN』に収録されている「CRESCENT AVENTURE」は彼女をイメージして作られた楽曲である。

## 出演作品

### テレビドラマ

#### NHK
- 出会い（1973年4月14日、総合） - 上村ルリ 役
- 大河ドラマ（総合）
  - 風と雲と虹と（1976年）- 良子 役[7]
  - 草燃える（1979年）- 北条保子 役
  - 炎立つ（1993年）- 倫子 役
  - 篤姫（2008年） - 大久保フク（大久保利通の母） 役
  - 麒麟がくる（2020年） - 源応尼（徳川家康の祖母） 役
- 銀河テレビ小説（総合）
  - 昭和の青春シリーズ2 春の城（1977年）- 伊吹智恵子 役
  - 仮縫（1977年）
- 御宿かわせみ（1980年 - 1983年、総合）- 庄司るい 役
- 好色一代男 おらんだ西鶴（1985年10月19日、総合） - 松山太夫 役
- 連続テレビ小説（総合）
  - 凛凛と（1990年）-　岡部ミツ 役
  - ちゅらさん（2001年 - 2007年）- 上村静子 役
  - とと姉ちゃん（2016年） - 平塚らいてう 役
- 土曜ドラマ（総合）
  - 流れてやまず 長流不息〜遥かなる黄河（1992年）- 郡司蓉子 役
  - ストックホルムの密使（1995年）- 大和田静子 役
- 父さんは森に隠れる（1997年、総合）- 沢井令子 役
- 緋が走る（1999年、総合）- 静江 役
- 刑事の現場（2008年、総合）- 桐島奈津子 役
- 坂の上の雲（2009 - 2011年）- 乃木静子 役
- 美女と男子（2015年、総合）- 中里麗子 役
- 捜査会議はリビングで!（2018年、BSP） ‐ 光喜百合江 役
- 歪んだ波紋（2019年、BSP） - 桐野月子 役
- 旅屋おかえり（2022年、BSP） ‐ 江田悦子 役

#### 日本テレビ系
- 金曜劇場
  - あやとり（1974年）
  - 花は花よめ 第3部（1974年）
- 俺たちの勲章 第16話「儀式の終りに」（1975年、東宝）- 中倉あきこ
- 太陽にほえろ! 第150話「わかれ」（1975年、東宝）- 寺岡理恵
- 十手無用 九丁堀事件帖 第1話「粋に雨降る九丁堀」（1975年、東映）
- 木曜ゴールデンドラマ「百円ケーキの歌」（1981年7月16日、よみうりテレビ）
- 瑠璃色ゼネレーション 第3話（1984年）
- 火曜サスペンス劇場「人喰い」（1985年5月7日）
- ジャングル / NEWジャングル（1987年 - 1988年、東宝）‐ 津上雅子
- 夜逃げ屋本舗（1999年）
- 平成夫婦茶碗（2000年）
- 24時間テレビスペシャルドラマ「はなちゃんのみそ汁」 - 松永喜美子
- ゆとりですがなにか（2016年） ‐ 田之口明子
- 今からあなたを脅迫します（2017年） - 富永絢子

#### TBS系
- 木下恵介・人間の歌シリーズ 「夏の別れ」（1973年） - 剣持英子 役
- それ行け!カッチン（1975年 - 1976年）- 森村英子
- 三つ首塔（1977年、毎日放送）- 宮本音禰
- 風が燃えた（1978年）
- せい子宙太郎（1978年）
- 恋路海岸（1979年）
- 東芝日曜劇場
  - 第1241回「あかねの空」（1980年9月21日、北海道放送） - 正子・あき子 役(二役)
  - 第1341回「ふるさとは祭り」（1982年9月5日、北海道放送）
  - 第1431回「そよ風のなかに」（1984年6月10日、北海道放送）
  - 第1527回「夕焼け小焼けの……」（1986年4月13日、毎日放送）
  - 第1530回「京子より愛をこめて」（1986年5月4日、北海道放送）
- 金曜ドラマ「夜色の女たち」（1984年6月29日）
- 北方領土返還キャンペーンドラマ「遥かなる故郷へ〜ソルトレークにて〜」（1985年2月24日）
- いちばん大切なひと（1997年） - 大沢薫
- 金田一耕助シリーズ 悪魔の仮面（1998年） - 仁礼鶴子 役
- 怪盗ロワイヤル（2011年）- 北場洋子
- もう一度君に、プロポーズ（2012年）- 谷村万里子

#### フジテレビ系
- 座頭市物語 第19話「故郷に虹を見た」（1975年）- 志津 役
- 同心部屋御用帳 江戸の旋風 第21話「二百両の女」（1975年）
- 夫婦旅日記 さらば浪人 第14話「弱虫侍と豪傑の決闘」（1976年）
- 新・座頭市 第1シリーズ 第15話「仕込杖が怒りに燃えた」（1977年）- おしの 役
- 砂の器（1977年） - 三原雪子  役
- さわやかな男（1977 - 1978年、関西テレビ） ‐ 氷川玲子 役
- 魔女伝説（1979年）
- 時代劇スペシャル
  - 振り袖御免 江戸芙蓉堂医館（1981年） - 主演・半井千鶴 役
  - 女盗賊忍び舞い（1983年） - 主演・おこう 役
  - 花隠密（1983年） - 千代・おみつ（二役） 役
- 女優競演サスペンス「ジェラシー」（1987年、関西テレビ）
- 裸の大将 第60話「清の鼻から八女提灯」（1993年、関西テレビ） - 弥生（北川志津子）役
- 愛情物語（1993年）  - 戸川紀子  役
- 悪魔が来りて笛を吹く（1996年） - 椿秋子 役
- マルモのおきて（2011年） - 高木節子 役
- dinner（2013年） - 朝倉恭子 役
- 家族の裏事情（2013年） - 三松華江 役
- 世にも奇妙な物語 '14春の特別編「墓友」（2014年4月5日）- 伊能夕子 役
- すべてがFになる（2014年） - 香山フミ 役
- スキャンダル専門弁護士 QUEEN（2019年） ‐ 浮田千代子 役

#### テレビ朝日系
- 落日燃ゆ（1976年）- 広田登代子
- 海峡物語（1977年）
- ザ・スペシャル 青春の昭和史Ⅱ三十秒の狙撃兵（1979年12月20日） - 松下加寿子
- 土曜ワイド劇場
  - 風の訪問者（1979年）
  - 軽井沢、夏の危険地帯（1982年）
  - 江戸川乱歩の美女シリーズ「日時計館の美女」（1988年）- 郷田千賀子
  - 外科病棟の女医 片腕を切り取られた恋人（1983年）
  - 名探偵・金田一耕助（1983年）
  - 小さな目撃者 ママとあっちゃんの推理ポケット（1988年）
  - 外科医佐伯真の殺人カルテ（2001年）
- ニュードキュメンタリードラマ昭和 松本清張事件にせまる（1984年）- 芥川文
- 松本清張の絢爛たる流離 第1話 美しい人妻の復讐（1987年3月30日）- 主演
- ロス警察1989（1989年）
- 宿命 1969-2010 -ワンス・アポン・ア・タイム・イン・東京-（2010年） - 有川三奈
- ナサケの女〜国税局査察官〜（2010年）- 青山貴美子
- 相棒（2012年）- 嘉神郁子
- 緊急取調室（2019年） ‐ 山下昌子
- 森村誠一ミステリースペシャル 終着駅シリーズ35『鬼子母の末裔』（2019年11月3日） - 根本景子 役

#### テレビ東京系
- 黒い画集〜紐（2005年）- 青木繁子
- マトリの女 厚生労働省 麻薬取締官（2014年）- 三杉奈津子[注 1]

#### WOWOW
- ソドムの林檎〜ロトを殺した娘たち（2013年） - 設楽雅美
- 闇の伴走者（2015年4月11日 - 5月9日）[9] - 阿島淑子
  - 闇の伴走者〜編集長の条件（2018年3月31日 - 4月28日） - 阿島淑子 役[10]

### Webドラマ
- フジコ（2015年11月13日、全6話、Hulu）- 下田茂子 役[11]

### テレビ番組
- 第33回NHK紅白歌合戦（1982年12月31日、NHK総合・ラジオ第1） - 審査員
- 五七五紀行（NHK総合） - ナレーション
- 日曜美術館（NHK教育） - キャスター（1993年度 - 1994年度）

### 映画
- 忍ぶ糸（1973年）- 亜木子 役
- 沖田総司（1974年）- おちさ 役
- 男はつらいよ 寅次郎と殿様（1977年）- 堤鞠子
- 燃える秋（1978年）- 桐生亜希
- グッドラックLOVE（1981年）- 北野順子
- 疑惑（1982年）- 片岡咲江
- 泰造（1985年）- 仲川郁子 役
- 豪姫（1992年）- お吟 役
- 良寛（1997年）- 木村春江 役
- 二宮金次郎物語 愛と情熱のかぎり（1998年）- 金次郎の母 役
- 陽はまた昇る（2002年）- 加賀谷圭子
- 春の雪（2005年）- 松枝侯爵夫人
- 不良少年（ヤンキー）の夢（2005年）- 安達俊子
- 結婚しようよ（2008年）- 香取幸子
- FLOWERS -フラワーズ-（2010年）- 片山文江
- TOKYOてやんでぃ（2013年）

### 舞台
- 血の婚礼
- 桜の園（1974年） - アーニャ
- 迷路
- 青春の門
- シルヴィア
- 日の出
- 驟雨
- おくりびと
- 「シェイクスピア物語〜真実の愛〜」〜SHAKESPEARE OF TRUE LOVE〜 - エリザベス女王 / 亡霊オリヴィア 役[12]
- ルードウィヒ・B 〜HEART SONG（運命の扉は開かれた）〜[13]

### CM
- 味の素「ハイ・ミー」（1975年 - 1976年）[5]
- カティーサーク（1976年 - 1978年）[5]
- マックスファクター「キャメイ石鹸」（1980年 - 不明）[5]
- 味の素AGF「ドレスアップユーバン」（1980年）
- サントリー 生樽（真野あずさと共演 1985年）
- ライオン エメロン石鹸（1986年）
- 花王 モア コンパクト（1995年）
- ハウス食品
- はごろもフーズ「シーチキン」
- 井上誠耕園 エクストラヴァージンオリーブオイル（2015年）

### ラジオドラマ
- ドラマに聴く世界の戦争体験 「ドイツへの旅」（1995年8月17日、NHK-FM）[14]
- FMシアター 「春に散る」（2021年3月20日・27日、NHK-FM） - 真田令子 役[15]

## 著書
- 『私を見つけに 真野響子 あるく速さで アンダンテ』（2002年3月、扶桑社ムック）

共著
- 『禅の心茶の心』有馬頼底共著 朝日新聞社 2006年
- 『古寺巡礼京都 新版 相國寺』有馬頼底共著 淡交社 2007年

## ディスコグラフィー

### アルバム
1. 響 Sounds（1978年）
  - ナレーション・アルバム。
2. CALIFORNIA DREAM（1979年）

## 受賞歴
- エランドール新人賞（1977年）

## その他
- サンデースクランブル（コメンテーター）